# Ipoteza Pământului rar

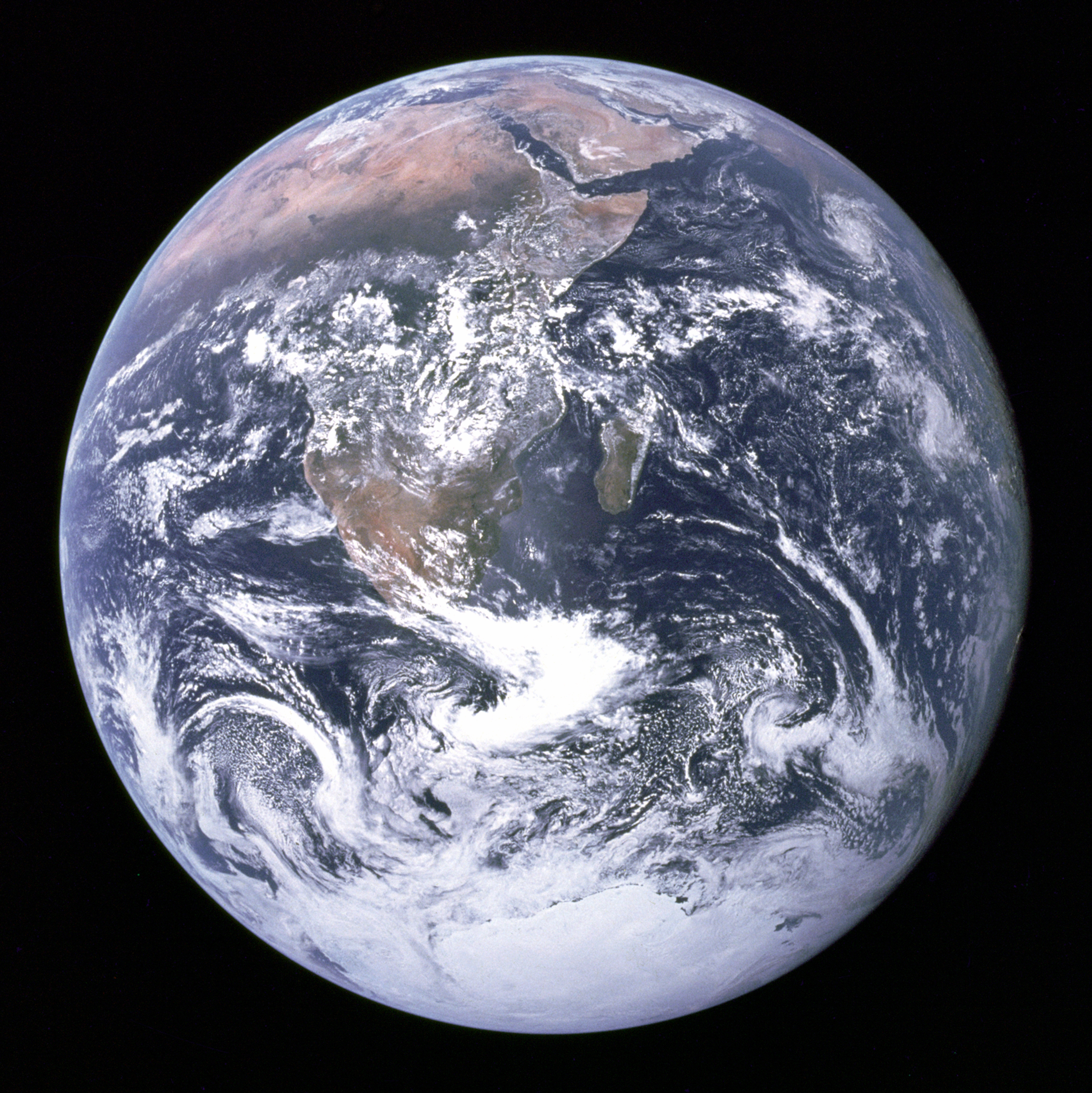
Planete asemănătoare Pământului, care pot susţine viaţa, sunt rare?

În astronomia planetară și în astrobiologie, ipoteza Pământului rar susține că apariția vieții multicelulare complexe de pe Pământ necesită o combinație improbabilă de evenimente astrofizice și geologice. Termenul de „Pământ rar” (engleză Rare Earth) a apărut în cartea Rare Earth: Why Complex Life Is Uncommon in the Universe (2000), o lucrare scrisă de geologul și paleontologul Peter Ward și de astronomul și astrobiologul Donald E. Brownlee. 

## Prezentare
Ipoteza Pământului rar este contrară principiului mediocrității (de asemenea numit și principiul copernican), ipoteză susținută printre alții de Carl Sagan și de Frank Drake  și care afirmă că Pământul și viața sau rasa umană nu sunt ceva special sau ieșit din comun. De asemenea Ipoteza Pământului rar nu este valabilă nici în cazul teoriei multiversului, unde o infinitate de Pământuri este posibilă.
Concluzionând că viața complexă este mai puțin frecventă în Univers, ipoteza Pământului rar este o posibilă soluție a paradoxului lui Fermi: Dacă viața extraterestră este atât de comună, de ce prezența ei nu este evidentă?